# Zeuctoboarmia severa
Zeuctoboarmia severa là một loài bướm đêm trong họ Geometridae.